# Clypeoteles distans
Clypeoteles distans är en stekelart som först beskrevs av Thomson 1884.  Clypeoteles distans ingår i släktet Clypeoteles och familjen brokparasitsteklar. Arten är reproducerande i Sverige. Inga underarter finns listade i Catalogue of Life.